# Il-Gżira
Pour l’article homonyme, voir Gzira (plage marocaine).
Il-Gżira – ou plus simplement Gżira – est une localité de Malte d'environ 8 100 habitants, située sur la côte nord-est de Malte, lieu d'un conseil local (Kunsilli Lokali) compris dans la région (Reġjun) Ċentrali.

## Origine

### Toponymie
Gżira signifie « île » en maltais, de l'arabe Jazira ; ce nom lui vient de l'île de Manoel, aujourd'hui rattachée à la localité par un pont. Cette île tire son nom d'António Manoel de Vilhena, un grand maître de l'ordre de Saint-Jean de Jérusalem au XVIIIe siècle sous la tutelle duquel le fort Manoel fut érigé.

## Paroisse
Gżira devint paroisse en 1918, créée à partir des paroisses de Tas-Sliema et de L-Imsida.

### Église
L'église paroissiale est dédiée à Notre-Dame-du-Mont-Carmel.

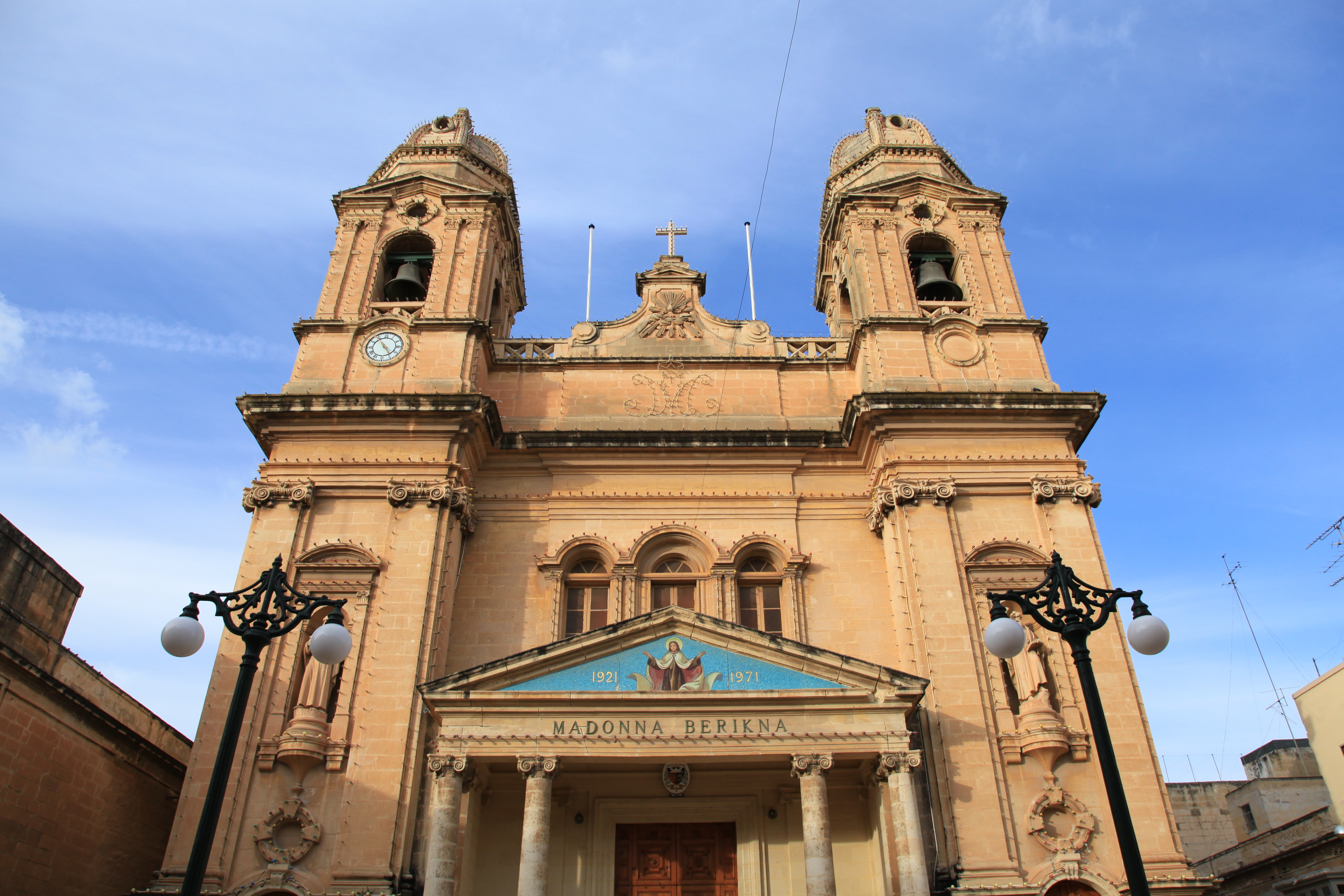
Église Notre-Dame-du-Mont-Carmel de Gżira

## Histoire
Gżira fut jadis une ville de la classe ouvrière aux prises avec la prostitution aujourd'hui encore présente autour de l'ancien Empire Stadium.
Au cours des dernières années, beaucoup des vieilles maisons ont fait place à de nouvelles constructions beaucoup plus luxueuses. Le projet de développement immobilier de l'île de Manoel devrait insuffler une nouvelle énergie au développement commercial de Gżira.

## Géographie
| San Ġiljan |          | Sliema             |
| San Ġwann  | Il-Gżira | Marsamxett Harbour |
| Msida      |          | Ta' Xbiex          |

## Activités économiques
Les principales activités de la ville sont les services, principalement de mécanique automobile et navale, le commerce.

## Patrimoine et culture
- Fort Manoel (maltais : Forti Manoel ou Fortizza Manoel) est un fort étoilé situé sur l'île Manoel à Gżira, à Malte. Il a été construit au XVIIIe siècle par l'Ordre de Saint-Jean, sous le règne du Grand Maître António Manoel de Vilhena, qui lui a donné son nom. Fort Manoel est situé au nord-ouest de La Valette et commande le port de Marsamxett et le mouillage de Sliema Creek.

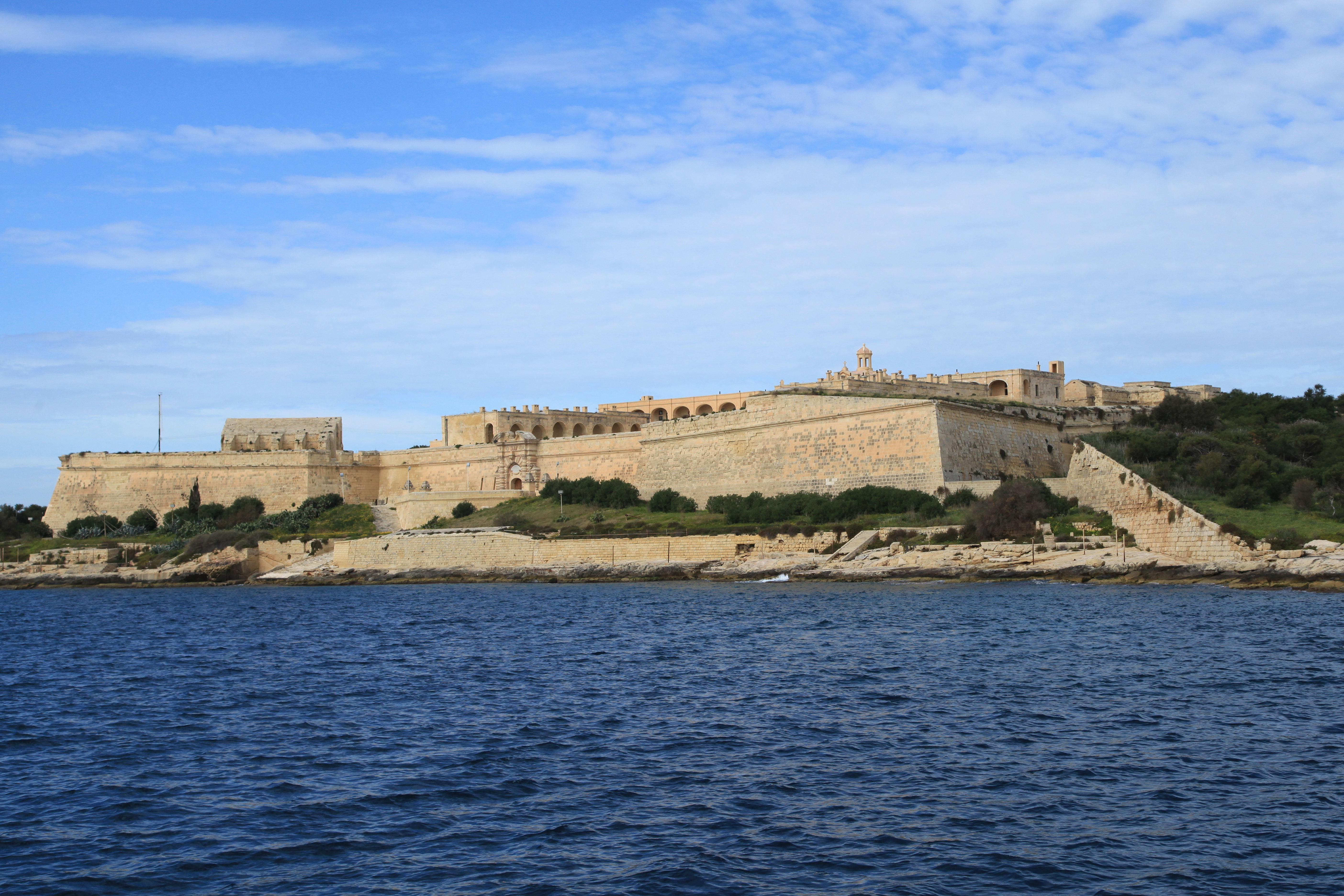
Fort Manoel
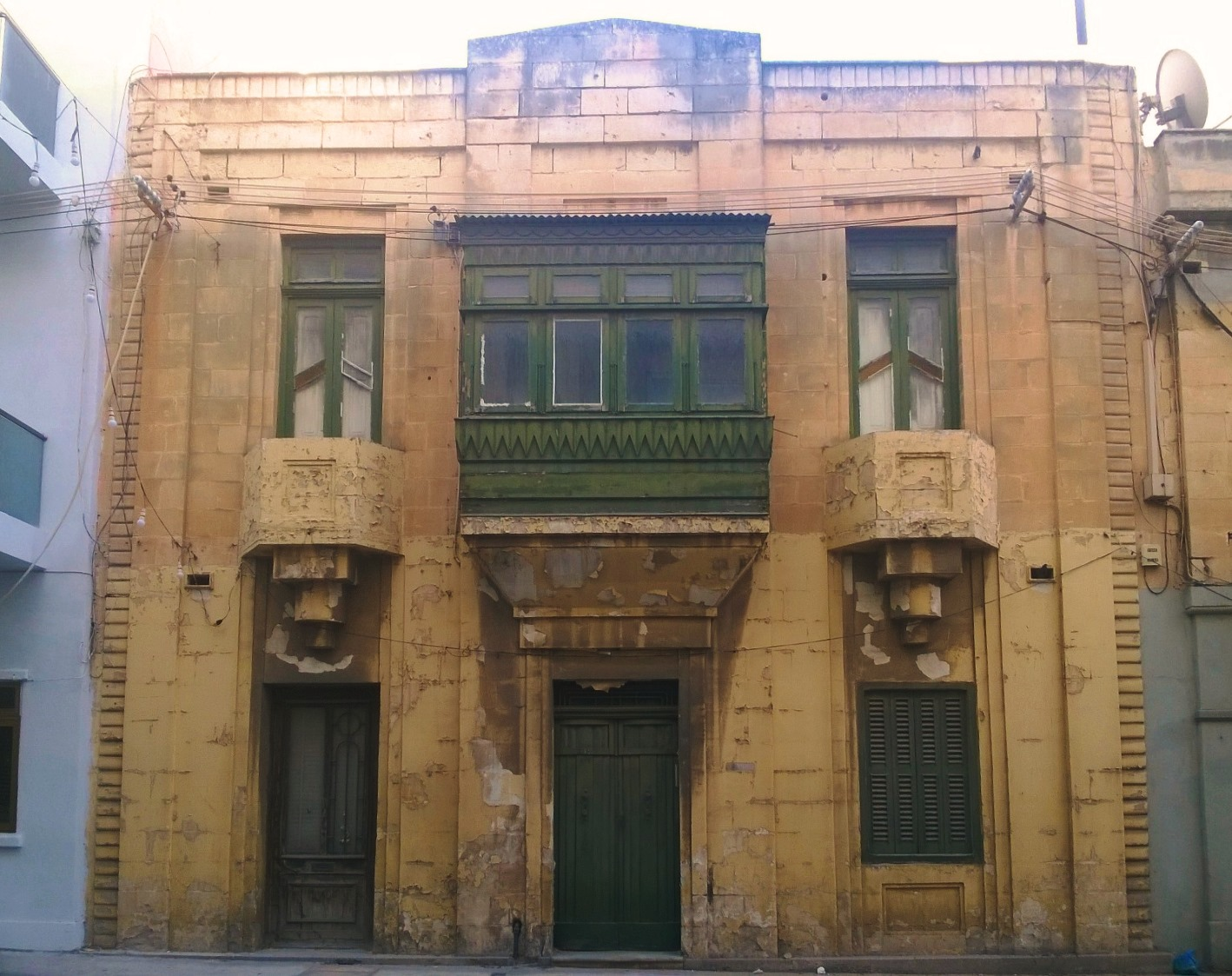
Maison Art Déco

### Personnes notables
- Mario Azzopardi, poète.
- Ivan de Battista, acteur.
- Simone de Battista, actrice.
- Carlo Manché (1905 - 1950), prètre.
- Vanni Riolo, Radio, acteur.
- Albert Rizzo, ancien maire, commissaire-priseur et détenteur de trois records du monde Guinness.

### Sport
Gżira United Football Club de foot de Gzira évoluant en 1re division de football maltais

## Jumelages
La ville de Gżira est jumelée avec les villes de :
- Glyfáda (Grèce)
- Wałbrzych (Pologne)

## Sources
- (mt) Alfie Guillaumier, Bliet u Rħula Maltin (Villes et villages maltais), Klabb Kotba Maltin, Malte, 2005.
- (en) Juliet Rix, Malta and Gozo, Brad Travel Guide, Angleterre, 2013.
- Alain Blondy, Malte, Guides Arthaud, coll. Grands voyages, Paris, 1997.